# Ніку Попеску
Ніколає «Ніку» Попеску (рум. Nicolae Popescu); нар. 25 квітня 1981, Кишинів) — молдовський дипломат. Міністр закордонних справ та європейської інтеграції Молдови з 6 серпня 2021, з 11 червня 2019 до 12 листопада 2019 року. Має докторський ступінь у галузі міжнародних відносин.

## Життєпис
Народився 25 квітня 1981 року в місті Кишинів. 2002 року закінчив Московський державний інститут міжнародних відносин, міжнародні відносини, політологія. 2003 року отримав диплом магістра міжнародних відносин та європейських досліджень, Центрально-Європейський університет. 2009 року здобув ступінь доктора політичних наук Центрально-Європейського університету, Будапешт (Угорщина).
У 2005—2007 рр. — науковий співробітник Центру європейських досліджень у Брюсселі.
У 2007—2009 рр. — керівник програм та старший науковий співробітник лондонського офісу Європейської ради з міжнародних відносин (ECFR). Серед його основних тем спеціалізації: Росія та Східне партнерство, кібербезпека та інформаційна війна, пострадянські конфлікти.
2010 року — старший радник з питань зовнішньої політики та справ ЄС у прем'єр-міністра Республіки Молдова
У 2011—2012 рр. — керівник програм та старший науковий співробітник лондонського офісу Європейської ради з міжнародних відносин (ECFR).
У 2012—2013 рр. — старший радник з питань зовнішньої політики та справ ЄС у прем'єр-міністра Молдови
У 2013—2018 рр. — старший аналітик Інституту досліджень безпеки ЄС.
Працював директором програми «Ширша Європа» при Європейській раді з міжнародних відносин. Викладає в Інституті політичних досліджень в Парижі.
З 8 червня 2019 до 12 листопада 2019 року — міністр закордонних справ та європейської інтеграції Республіки Молдова.
З 6 серпня 2021 року — міністр закордонних справ та європейської інтеграції Республіки Молдова